# ファリダット
ファリダットは、アメリカ合衆国産で日本で調教されていた競走馬である。馬名のファリダットとはアラビア語で宝石の意。

## 戦績

### 2歳
12月1日、阪神競馬場で行われた2歳新馬戦にてデビュー。単勝1.5倍の1番人気に支持された。レースでは最後の直線、鞍上の武豊騎手が手綱を持ったまま楽勝した。

### 3歳
年明け初戦は福寿草特別から始動。ここでも1番人気に支持されたが、デビュー戦のような伸びはみられず3着に終わった。その後もクラシック出走権獲得を目指し、つばき賞、すみれステークスと出走するも、それぞれ3着と5着に終わった。前走から大幅な距離短縮となったマーガレットステークスでは、道中かかりながらも4馬身差の圧勝を収めた。そして5月11日のNHKマイルカップでは2番人気に推されたが、5着に敗れた。休み明け初戦の1600万下条件の道頓堀ステークスでは中団に位置して最後の直線で狭い所を抜け出して3勝目を挙げた。続くスワンステークスでは2番人気に推されるも直線で伸びず8着に敗れた。続いて出走した京阪杯では最後の直線で間を割って伸びてきたが、先に抜け出したウエスタンダンサーを差しきれず2着に敗れた。

### 4歳
年明け初戦は京都金杯で、道中は最後方からレースを進め、最後の直線で追い込んできたが、3着に敗れた。続く阪急杯では1番人気に支持されたが、最後の直線で伸び切れず7着に敗れた。母仔制覇がかかった高松宮記念では2番人気に支持されたが、最後の直線で大外から伸びてくるものの届かず6着に敗れた。続く京王杯スプリングカップでも2番人気で出走し、道中は後方からレースを進め、最後の直線で馬場の最内から追い込んで3着に入った。
6月7日の安田記念はデビュー以来初の2桁人気と低評価ながら、道中最後方から脚を溜めると最後の直線で鋭い末脚を見せ3着に入線した。その後は休養に入り、この年を終えた。

### 5歳
休養を終えて2010年3月21日の六甲ステークスに1番人気で出走した。後方から追い上げてくるものの届かずスマイルジャックの4着に終わった。続くダービー卿チャレンジトロフィーでは16着としんがり負けを喫した。続くオーストラリアトロフィーでは1番人気に支持され、レースでは最後方から追い込んでくるも届かず4着に敗れた。次は安田記念に登録した。獲得賞金順位では除外対象最下位だったが、5月24日に発表されたプレレーティングで登録馬中1位の115ポンドを獲得し、優先出走権を得た。レースではいつも通りの最後方から直線で追い上げるもショウワモダンの6着に終わった。7月4日の米子ステークスでは1番人気で出走し、道中中団からレースを進めたが直線で伸びず4着に敗れた。休養を挟んで10月30日のスワンステークスでは中団後方から追走するも直線では全く伸びず11着に敗れた。11月13日のオーロカップでは最後方から追い込んでくるも届かず4着に敗れた。12月18日の阪神カップと12月26日の2010ファイナルステークスではともに12着に終わった。

### 6歳
休養を終えて2011年5月1日の谷川岳ステークスに出走したが見せ場がなく12着と大敗を喫した。続くテレビ愛知オープンでは中団からまくって進出するが直線入口で失速し13着。ルミエールステークスでは最下位12着だった。朱鷺ステークスではいつも通りの最後方から追い上げてくるも8着、セントウルステークスでは後方待機のまま12着、ポートアイランドステークスでは11着、信越ステークスでは15着に終わった。

### 7歳
休養を終えて、初ダートとなる2012年3月10日のポラリスステークスに出走、中団待機から直線で内を捌いて2着となった。続く3月31日のコーラルステークスでは後方から追い上げてくるも4着だった。5月13日の栗東ステークスでは後方追走から直線半ばで先頭に立ち、後続に1馬身3/4差をつけ、3年半ぶりの勝利を飾った。6月10日の天保山ステークスでは中団から直線で外に持ち出して脚を伸ばし先頭に立つと後続に1馬身半差をつけ勝利した。プロキオンステークスは後方からレースを進め、最後の直線で追い込んできたが、3着に敗れた。

### 8歳〜9歳
ドバイミーティングへの出走を目指してドバイに遠征した。まず一般ハンデキャップ競走に出走したが9着に敗れた。続くマハーブアルシマールも9着に終わった。帰国後も惨敗が続き、2014年6月11日付けで競走馬登録を抹消された。

## 引退後
引退時の報道では、北海道新冠町のノースヒルズで種牡馬入りする予定だと伝えられた。しかし下記のような種牡馬関連の資料にはファリダットの名前は見当たらず、ファリダットが引退後に種牡馬としての繁殖活動を行った形跡はない。
- ジャパン・スタッドブック・インターナショナルが発表する各年の供用予定種雄馬名簿
  - 2015年[3]、2016年[4]、2017年[5]、2018年[6]

- ジャパン・スタッドブック・インターナショナルが発表する各年の種雄馬種付頭数
  - 2015年[7]、2016年[8]、2017年[9]、2018年[10]

- JBISサーチ（日本軽種馬協会運営のデータベース）が発表する各年の供用種牡馬一覧
  - 2015年[11]、2016年[12]、2017年[13]、2018年[14]

またJBISサーチでは、現役競走馬の登録区分は「現役」、引退して種牡馬や繁殖牝馬にならなかった競走馬の登録区分は「抹消」と表記され、引退後に一度でも種牡馬や繁殖牝馬として登録された馬の登録区分は「繁殖」と表記される。「繁殖」の表記は繁殖実績の有無によらない（例えばリッカキセキは、一度も種付をせずに種牡馬を廃用となったが、それでもJBISの登録区分では「繁殖」となっている）。ファリダットに関しては、JBISサーチの登録区分は「繁殖」ではなく「抹消」となっている。このことから、ファリダットは実際の繁殖活動を行っていないだけでなく種牡馬登録を一度もされていないと考えられる。
このようにファリダットの近況については種牡馬になったかも含めて不透明な状態が続いていたが、2019年4月に島田明宏がnetkeiba.comに掲載したコラムにおいて、幼駒の育成牧場であるノースヒルズ清畠で去勢された上でリードホースとなっているという近況が伝えられた。

## 競走成績
| 年月日 | 年月日 | 年月日 | 競馬場   | 競走名               | 格       | 頭数 | オッズ （人気） | オッズ （人気） | 着順 | 騎手       | 斤量 | 距離（馬場）  | タイム （上り3F） | タイム 差 | 勝ち馬/（2着馬）        |
| 2007   | 12.    | 1      | 阪神     | 2歳新馬              |          | 13   | 1.5             | （1人）         | 1着  | 武豊       | 55   | 芝1600m（良） | 1:35.7 (34.0)     | -0.5      | （ブーケフレグランス）  |
| 2008   | 1.     | 6      | 京都     | 福寿草特別           | 500万下  | 14   | 1.8             | （1人）         | 3着  | 武豊       | 56   | 芝2000m（良） | 2:02.8 (35.2)     | 0.5       | ブラックシェル          |
|        | 2.     | 2      | 京都     | つばき賞             | 500万下  | 12   | 1.5             | （1人）         | 3着  | 安藤勝己   | 56   | 芝1800m（良） | 1:48.6 (35.8)     | 0.1       | シングライクバード      |
|        | 3.     | 2      | 阪神     | すみれS              | OP       | 11   | 5.5             | （3人）         | 5着  | 福永祐一   | 56   | 芝2200m（良） | 2:16.1 (35.2)     | 0.7       | キングスエンブレム      |
|        | 4.     | 6      | 阪神     | マーガレットS        | OP       | 15   | 1.7             | （1人）         | 1着  | 武豊       | 56   | 芝1400m（良） | 1:20.8 (34.4)     | -0.7      | （ナンヨーヒルトップ ） |
|        | 5.     | 11     | 東京     | NHKマイルC           | JpnI     | 18   | 4.7             | （2人）         | 5着  | 武豊       | 57   | 芝1600m（稍） | 1:35.5 (34.9)     | 1.3       | ディープスカイ          |
|        | 10.    | 5      | 阪神     | 道頓堀S              | 1600万下 | 18   | 1.7             | （1人）         | 1着  | 四位洋文   | 55   | 芝1400m（稍） | 1:22.5 (34.9)     | -0.2      | （エイシンパンサー）    |
|        | 11.    | 1      | 京都     | スワンS              | GII      | 16   | 3.5             | （2人）         | 8着  | 武豊       | 56   | 芝1400m（良） | 1:20.4 (34.1)     | 0.5       | マイネルレーニア        |
|        | 11.    | 29     | 京都     | 京阪杯               | GIII     | 18   | 6.0             | （3人）         | 2着  | 四位洋文   | 55   | 芝1200m（良） | 1:08.2 (32.6)     | 0.1       | ウエスタンダンサー      |
|        | 12.    | 21     | 阪神     | 阪神C                | JpnII    | 18   | 2.5             | （1人）         | 2着  | 四位洋文   | 56   | 芝1400m（良） | 1:21.7 (35.0)     | 0.1       | マルカフェニックス      |
| 2009   | 1.     | 5      | 京都     | 京都金杯             | GIII     | 16   | 6.0             | （2人）         | 3着  | 四位洋文   | 56   | 芝1600m（良） | 1:33.3 (33.8)     | 0.4       | タマモサポート          |
|        | 3.     | 1      | 阪神     | 阪急杯               | GIII     | 16   | 3.4             | （1人）         | 7着  | 四位洋文   | 56   | 芝1400m（良） | 1:22.1 (35.1)     | 1.0       | ビービーガルダン        |
|        | 3.     | 29     | 中京     | 高松宮記念           | GI       | 18   | 6.2             | （2人）         | 6着  | 四位洋文   | 57   | 芝1200m（良） | 1:08.4 (34.4)     | 0.4       | ローレルゲレイロ        |
|        | 5.     | 16     | 東京     | 京王杯SC             | GII      | 18   | 5.0             | （2人）         | 3着  | 武豊       | 57   | 芝1400m（良） | 1:20.7 (33.4)     | 0.1       | スズカコーズウェイ      |
|        | 6.     | 7      | 東京     | 安田記念             | GI       | 18   | 52.0            | （10人）        | 3着  | 安藤勝己   | 58   | 芝1600m（良） | 1:33.8 (35.3)     | 0.3       | ウオッカ                |
| 2010   | 3.     | 21     | 阪神     | 六甲S                | OP       | 16   | 3.0             | （1人）         | 4着  | 安藤勝己   | 56   | 芝1600m（良） | 1:34.8 (34.6)     | 0.6       | スマイルジャック        |
|        | 4.     | 4      | 中山     | ダービー卿CT         | GIII     | 16   | 5.5             | （3人）         | 16着 | 安藤勝己   | 57.5 | 芝1600m（良） | 1:35.5 (33.3)     | 1.2       | ショウワモダン          |
|        | 4.     | 24     | 京都     | オーストラリアT      | OP       | 18   | 4.3             | （1人）         | 4着  | 安藤勝己   | 57.5 | 芝1200m（良） | 1:07.8 (32.9)     | 0.3       | サンダルフォン          |
|        | 6.     | 6      | 東京     | 安田記念             | GI       | 18   | 18.7            | （10人）        | 6着  | 蛯名正義   | 58   | 芝1600m（良） | 1:31.9 (34.0)     | 0.2       | ショウワモダン          |
|        | 7.     | 4      | 阪神     | 米子S                | OP       | 18   | 4.2             | （1人）         | 4着  | 福永祐一   | 57.5 | 芝1600m（良） | 1:34.2 (36.0)     | 0.4       | タマモナイスプレイ      |
|        | 10.    | 30     | 京都     | スワンS              | GII      | 14   | 8.4             | （5人）         | 11着 | 小牧太     | 57   | 芝1400m（良） | 1:21.7 (34.4)     | 0.7       | マルカフェニックス      |
|        | 11.    | 13     | 東京     | オーロC              | OP       | 18   | 52.0            | （10人）        | 3着  | M.デムーロ | 57.5 | 芝1400m（良） | 1:21.2 (33.3)     | 0.2       | リビアーモ              |
|        | 12.    | 18     | 阪神     | 阪神C                | GII      | 17   | 10.9            | （4人）         | 12着 | M.デムーロ | 57   | 芝1400m（良） | 1:21.2 (34.0)     | 0.9       | キンシャサノキセキ      |
|        | 12.    | 26     | 阪神     | ファイナルS          | OP       | 14   | 9.4             | （3人）         | 12着 | 藤田伸二   | 57   | 芝1600m（良） | 1:35.6 (35.3)     | 1.5       | シルポート              |
| 2011   | 5.     | 1      | 新潟     | 谷川岳S              | OP       | 15   | 8.4             | （4人）         | 12着 | 川須栄彦   | 56   | 芝1600m（稍） | 1:34.0 (34.1)     | 1.2       | リディル                |
|        | 5.     | 21     | 京都     | テレビ愛知OP         | OP       | 17   | 14.8            | （6人）         | 13着 | 武豊       | 56   | 芝1400m（良） | 1:21.2 (34.4)     | 1.2       | ヘッドライナー          |
|        | 5.     | 29     | 新潟     | ルミエールS          | OP       | 12   | 12.0            | （7人）         | 12着 | 中舘英二   | 56   | 芝1000m（重） | 0:56.5 (33.6)     | 1.5       | エーシンヴァーゴウ      |
|        | 8.     | 27     | 新潟     | 朱鷺S                | OP       | 12   | 14.8            | （7人）         | 8着  | 蛯名正義   | 56   | 芝1400m（良） | 1:21.7 (34.8)     | 0.6       | オセアニアボス          |
|        | 9.     | 11     | 阪神     | セントウルS          | GII      | 15   | 52.9            | （11人）        | 12着 | 武豊       | 57   | 芝1200m（良） | 1:09.5 (34.1)     | 1.0       | エーシンヴァーゴウ      |
|        | 10.    | 2      | 阪神     | ポートアイランドS    | OP       | 15   | 55.2            | （11人）        | 11着 | 国分恭介   | 56   | 芝1600m（良） | 1:35.1 (35.5)     | 0.7       | ショウリュウムーン      |
|        | 10.    | 23     | 新潟     | 信越S                | OP       | 15   | 40.1            | （13人）        | 15着 | 上村洋行   | 56   | 芝1200m（良） | 1:10.0 (34.6)     | 0.7       | ブルーミンバー          |
| 2012   | 3.     | 10     | 阪神     | ポラリスS            | OP       | 16   | 39.2            | （9人）         | 2着  | 武豊       | 55   | ダ1400m（重） | 1:22.8 (35.2)     | 0.1       | ヒラボクワイルド        |
|        | 3.     | 31     | 阪神     | コーラルS            | OP       | 16   | 6.1             | （4人）         | 4着  | 佐藤哲三   | 56   | ダ1400m（不） | 1:22.4 (36.3)     | 0.9       | インオラリオ            |
|        | 5.     | 13     | 京都     | 栗東S                | OP       | 16   | 7.6             | （4人）         | 1着  | 佐藤哲三   | 56   | ダ1400m（良） | 1:23.1 (35.2)     | -0.3      | （トウショウカズン）    |
|        | 6.     | 10     | 阪神     | 天保山S              | OP       | 16   | 2.6             | （1人）         | 1着  | 佐藤哲三   | 57   | ダ1200m（稍） | 1:09.7 (34.7)     | -0.2      | （マルカベンチャー）    |
|        | 7.     | 8      | 中京     | プロキオンS          | GIII     | 16   | 2.4             | （1人）         | 3着  | 佐藤哲三   | 56   | ダ1400m（良） | 1:22.8 (35.5)     | 0.2       | トシキャンディ          |
|        | 10.    | 8      | 東京     | ペルセウスS          | OP       | 16   | 2.8             | （1人）         | 11着 | 石橋脩     | 57   | ダ1400m（良） | 1:24.8 (36.2)     | 1.3       | ガンジス                |
|        | 10.    | 20     | 京都     | 室町S                | OP       | 16   | 4.7             | （3人）         | 3着  | 幸英明     | 57.5 | ダ1200m（良） | 1:10.9 (34.7)     | 0.1       | ティアップワイルド      |
|        | 11.    | 4      | 京都     | みやこS              | GIII     | 16   | 38.8            | （7人）         | 11着 | 佐藤哲三   | 56   | ダ1800m（良） | 1:51.3 (37.7)     | 1.7       | ローマンレジェンド      |
|        | 11.    | 25     | 京都     | 太秦S                | OP       | 16   | 3.1             | （1人）         | 3着  | 福永祐一   | 57   | ダ1200m（良） | 1:10.8 (35.4)     | 0.6       | スリーボストン          |
|        | 12.    | 23     | 阪神     | ギャラクシーS        | OP       | 16   | 8.8             | （4人）         | 4着  | 松山弘平   | 57   | ダ1400m（重） | 1:22.7 (35.3)     | 0.2       | ガンジス                |
| 2013   | 2.     | 27     | メイダン | CBDパーソナルローン  |          | 13   |                 |                 | 9着  | 武豊       | 57   | AW1200m（良） | 計測不可          |           | United Color            |
|        | 3.     | 9      | メイダン | マハーブアルシマール | G3       | 10   |                 |                 | 9着  | 武豊       | 57   | AW1200m（良） | 計測不可          |           | Reynaldothewizard       |
|        | 6.     | 15     | 阪神     | 天保山S              | OP       | 16   | 7.6             | （2人）         | 4着  | 武豊       | 57   | ダ1400m（重） | 1:22.2 (35.5)     | 0.7       | スリーボストン          |
|        | 7.     | 21     | 中京     | 中京記念             | GIII     | 16   | 35.0            | （11人）        | 14着 | 武豊       | 57   | 芝1600m（良） | 1:34.8 (35.5)     | 1.3       | フラガラッハ            |
|        | 10.    | 5      | 東京     | ペルセウスS          | OP       | 16   | 25.2            | （8人）         | 7着  | 吉田豊     | 57   | ダ1400m（不） | 1:23.0 (35.1)     | 0.6       | ゴールスキー            |
|        | 10.    | 19     | 京都     | 室町S                | OP       | 16   | 15.8            | （5人）         | 4着  | 岩田康誠   | 56   | ダ1200m（稍） | 1:09.9 (34.4)     | 0.4       | スリーボストン          |
|        | 12.    | 22     | 阪神     | ギャラクシーS        | OP       | 15   | 11.7            | （6人）         | 3着  | 小牧太     | 57   | ダ1400m（重） | 1:23.1 (35.1)     | 0.3       | ウォータールルド        |
| 2014   | 1.     | 11     | 京都     | 大和S                | OP       | 16   | 12.4            | （7人）         | 11着 | C.ルメール | 57   | ダ1400m（稍） | 1:24.1 (36.5)     | 1.3       | マルカフリート          |
|        | 2.     | 8      | 京都     | すばるS              | OP       | 15   | 73.0            | （12人）        | 5着  | 小牧太     | 57   | ダ1400m（重） | 1:22.4 (34.9)     | 0.7       | ベストウォーリア        |
|        | 3.     | 15     | 阪神     | ポラリスS            | OP       | 16   | 39.5            | （11人）        | 7着  | 小牧太     | 56   | ダ1400m（重） | 1:23.6 (35.3)     | 1.0       | キョウワダッフィー      |
|        | 5.     | 3      | 京都     | 天王山S              | OP       | 16   | 53.1            | （12人）        | 11着 | 小牧太     | 57   | ダ1200m（良） | 1:12.0 (36.4)     | 1.0       | ナガラオリオン          |
|        | 5.     | 31     | 東京     | 欅S                  | OP       | 16   | 51.0            | （11人）        | 9着  | 石橋脩     | 57   | ダ1400m（良） | 1:23.6 (35.4)     | 0.9       | タールタン              |

## 血統表
| ファリダットの血統（ミスタープロスペクター系 / Northern Dancer4×4=12.50% Nearctic5×5×5=9.38%） | ファリダットの血統（ミスタープロスペクター系 / Northern Dancer4×4=12.50% Nearctic5×5×5=9.38%） | ファリダットの血統（ミスタープロスペクター系 / Northern Dancer4×4=12.50% Nearctic5×5×5=9.38%） | （血統表の出典）         | （血統表の出典） |
| 父 Kingmambo 1990 鹿毛                                                                         | 父の父Mr.Prospector 1970 鹿毛                                                                  | Raise a Native                                                                                 | Native Dancer            | Native Dancer    |
| 父 Kingmambo 1990 鹿毛                                                                         | 父の父Mr.Prospector 1970 鹿毛                                                                  | Raise a Native                                                                                 | Raise You                |                  |
| 父 Kingmambo 1990 鹿毛                                                                         | 父の父Mr.Prospector 1970 鹿毛                                                                  | Gold Digger                                                                                    | Nashua                   | Nashua           |
| 父 Kingmambo 1990 鹿毛                                                                         | 父の父Mr.Prospector 1970 鹿毛                                                                  | Gold Digger                                                                                    | Sequence                 |                  |
| 父 Kingmambo 1990 鹿毛                                                                         | 父の母Miesque 1984 鹿毛                                                                        | Nureyev                                                                                        | Northern Dancer          | Northern Dancer  |
| 父 Kingmambo 1990 鹿毛                                                                         | 父の母Miesque 1984 鹿毛                                                                        | Nureyev                                                                                        | Special                  |                  |
| 父 Kingmambo 1990 鹿毛                                                                         | 父の母Miesque 1984 鹿毛                                                                        | Pasadoble                                                                                      | Prove Out                | Prove Out        |
| 父 Kingmambo 1990 鹿毛                                                                         | 父の母Miesque 1984 鹿毛                                                                        | Pasadoble                                                                                      | Santa Quilla             |                  |
| 母 ビリーヴ Believe 1998 鹿毛                                                                  | 母の父*サンデーサイレンス 1986 青鹿毛                                                          | Halo                                                                                           | Hail to Reason           | Hail to Reason   |
| 母 ビリーヴ Believe 1998 鹿毛                                                                  | 母の父*サンデーサイレンス 1986 青鹿毛                                                          | Halo                                                                                           | Cosmah                   |                  |
| 母 ビリーヴ Believe 1998 鹿毛                                                                  | 母の父*サンデーサイレンス 1986 青鹿毛                                                          | Wishing Well                                                                                   | Understanding            | Understanding    |
| 母 ビリーヴ Believe 1998 鹿毛                                                                  | 母の父*サンデーサイレンス 1986 青鹿毛                                                          | Wishing Well                                                                                   | Mountain Flower          |                  |
| 母 ビリーヴ Believe 1998 鹿毛                                                                  | 母の母*グレートクリスティーヌ 1987 鹿毛                                                        | Danzig                                                                                         | Northern Dancer          | Northern Dancer  |
| 母 ビリーヴ Believe 1998 鹿毛                                                                  | 母の母*グレートクリスティーヌ 1987 鹿毛                                                        | Danzig                                                                                         | Pas de Nom               |                  |
| 母 ビリーヴ Believe 1998 鹿毛                                                                  | 母の母*グレートクリスティーヌ 1987 鹿毛                                                        | Great Lady M                                                                                   | Icecapade                | Icecapade        |
| 母 ビリーヴ Believe 1998 鹿毛                                                                  | 母の母*グレートクリスティーヌ 1987 鹿毛                                                        | Great Lady M                                                                                   | Sovereign Lady F-No.22-d |                  |

父キングマンボはエルコンドルパサーなどを輩出した実績のある種牡馬で、母ビリーヴはスプリントGIを2勝している。